# Foire de Hanovre

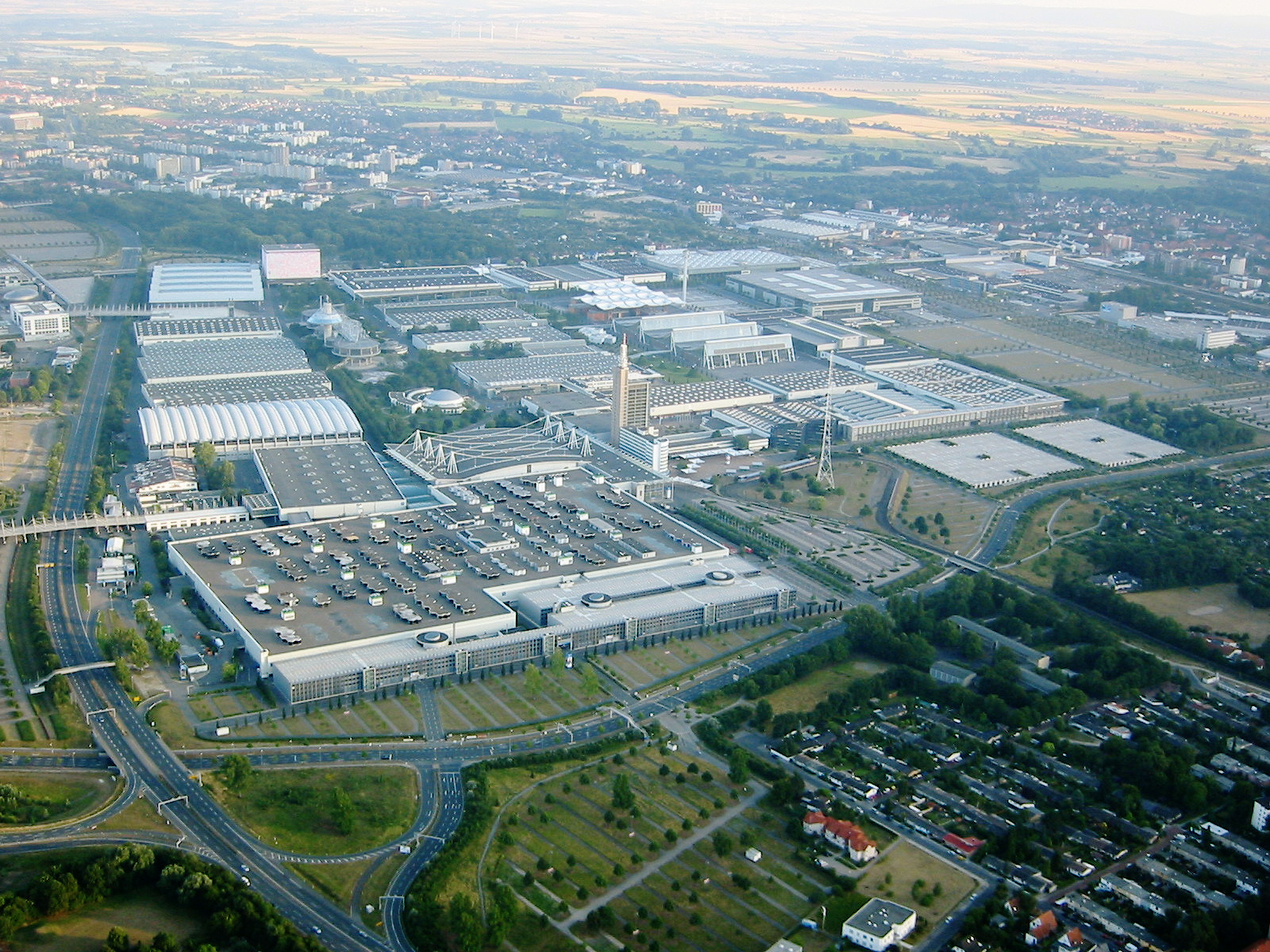
Vue aérienne du parc des expositions de Hanovre, en 2008.

La Foire de Hanovre (en allemand Hannover Messe) est le plus grand salon de la technologie industrielle au monde. Cette manifestation a lieu chaque printemps au parc des expositions de Hanovre (Allemagne).
La première édition s'est tenue en 1947. Il s'agissait d'une initiative des forces d'occupation britanniques, en consultation avec le commandant en chef de la zone américaine. Le logo choisi était le profil d'Hermès, le dieu de l'invention et du commerce. Ce logo est inchangé aujourd'hui.
L'Hermes Award, qui récompense les innovations technologiques importantes, est dévoilé à cette manifestation.
La Foire de Hanovre 2013 est la seule au monde à réunir, selon les années, entre 7 et 13 salons phares internationaux au même endroit : Industrial Automation, MDA (Motion, Drive & Automation), Digital Factory, ComVac, Industrial Supply, Energy, Power Plant Technology, Wind, MobiliTec, CoilTechnica, SurfaceTechnology, IndustrialGreenTec, Research & Technology.
Le CeBIT, autre grand salon situé à proximité, s'est séparé de la Foire de Hanovre en 1986.

## Chiffres-clés
La Foire de Hanovre 2012 a rassemblé environ 5 000 exposants représentant 69 pays, et a attiré plus de 183 000 visiteurs originaires de 90 pays. 2 474 journalistes ont couvert l'édition 2012[source insuffisante].